# 伝えたいこと/I wanna see you
「伝えたいこと/I wanna see you」（つたえたいこと/アイ・ワナ・シー・ユー）は日本のシンガーソングライター・阿部真央の1枚目のシングル。2009年5月27日にポニーキャニオンから発売された。

## 背景
2009年1月21日にアルバム『ふりぃ』でデビューした阿部真央の1stシングルである。『伝えたいこと』はフジテレビ系の音楽番組『HEY!HEY!HEY! MUSIC CHAMP』2009年6月・7月度のエンディングテーマ、『I wanna see you』はカルピスウォーターCMソング（同年3月・4月度集中CMスポット）、『キレイな唄』はアルバム『ふりぃ』の4曲目に収録されており、ホーユー「ビューティーン」のCMソングとして起用されている。
通常盤とDVD付の初回限定盤の2種販売で、ジャケットは手の位置が若干違っている。通常盤は阿部が首のあたりに左手を添えているのに対し、初回限定盤は右肩に左手を添えている。
この曲を1枚目のシングルにしたのはアルバム『ふりぃ』の延長線上にあり、次のステップに踏み出せる曲であったからで、スタッフと相談して決めたという。
自身のシングルの中で最も高い売り上げを記録している。

## 曲と歌詞
『伝えたいこと』の歌詞は阿部が高校1年生のときに書いたものである。当初は誰かに聴いてもらうより、自分に言い聞かせる目的で書いたという。『I wanna see you』は実際の地元での経験が基になっている。

## 収録曲
| 全作詞・作曲: 阿部真央。 |                             |           |            |          |      |
| #                        | タイトル                    | 作詞      | 作曲・編曲 | 編曲家   | 時間 |
| 1.                       | 「伝えたいこと」            | 阿部真央  | 阿部真央   | 小森雄壱 | 4:11 |
| 2.                       | 「I wanna see you」         | 阿部真央  | 阿部真央   | 安藤正和 | 3:35 |
| 3.                       | 「キレイな唄」              | 阿部真央  | 阿部真央   | 小森雄壱 | 5:21 |
| 4.                       | 「伝えたいこと(Inst.)」     | 阿部真央  | 阿部真央   | 小森雄壱 | 4:11 |
| 5.                       | 「I wanna see you (Inst.)」 | 阿部真央  | 阿部真央   | 安藤正和 | 3:35 |
| 6.                       | 「キレイな唄(Inst.)」       | 阿部真央  | 阿部真央   | 小森雄壱 | 5:21 |
| 合計時間:                | 合計時間:                   | 合計時間: | 26:19      |          |      |

| #  | タイトル                                | 作詞 | 作曲・編曲 |
| -- | --------------------------------------- | ---- | ---------- |
| 1. | 「伝えたいこと（Music Clip）」          |      |            |
| 2. | 「I wanna see you（Original CM Clip）」 |      |            |

## チャート成績

### オリコン
| 発売日        | チャート           | 最高順位 | 最初の週の売上 | 累計売上 | チャート・ラン |
| ------------- | ------------------ | -------- | -------------- | -------- | -------------- |
| 2007年5月27日 | デイリー・チャート | 16       |                |          |                |
| 2007年5月27日 | 週間チャート       | 19       | 6,833          | 13,290   | 10週           |
| 2007年5月27日 | 月間チャート       |          |                |          |                |

### その他
| チャート                         | 最高 順位                              |
| -------------------------------- | -------------------------------------- |
| Billboard Japan Singles Top 100  | 11 (伝えたいこと) 39 (I Wanna See You) |
| RIAJ有料音楽配信チャート Top 100 | 61 (I Wanna See You)                   |